# Ziemia Obiecana (album)
Ziemia Obiecana (EP) − minialbum polskiego zespołu reggae Star Guard Muffin. Nagrali go "domowymi" sposobami zanim ich frontman – Kamil Bednarek, zdobył II miejsce w III edycji programu "Mam talent!", ponieważ to wydarzenie było bezpośrednią motywacją do przyspieszonego wydania debiutanckiej płyty (Szanuj), która według wydawcy na początku grudnia 2010 r. uzyskała status złotej płyty, a w styczniu następnego roku podwójnie platynowej płyty.

## Lista utworów
1. "Ziemia obiecana" - 3:01
2. "Szanuj to, co masz" - 4:26
3. "Pragnienia szczyt" - 4:11
4. "Każdego dnia" - 2:46
5. "Przyjaciel" - 2:21
6. "Pamiętaj" - 2:34
7. "Raz, dwa, w górę ręce" - 2:11